# Дорадча міжнародна рада реформ
Дорадча міжнародна рада реформ — консультативний орган при Президентові України для напрацювання пропозицій та рекомендацій щодо здійснення та впровадження в Україні реформ на основі міжнародного досвіду. 

## Мета
Рада залучатиме іноземних експертів до реформування українського законодавства, а також підвищуватиме рівень міжнародної підтримки України.

## Історія
Створена 13 лютого 2015 Президентом України Петром Порошенком.
Головою ради був призначений Міхеїл Саакашвілі.
Положення та склад ради визначатиме її голова. Міжнародна дорадча рада реформ працюватиме у зв'язці з Національною радою реформ, а її голова стане членом Національної ради.
Сам Саакашвілі сказав, що він буде координувати питання постачання Україні західної зброї.
15 травня 2015 року Президент Порошенко своїм указом затвердив склад та положення про дорадчу міжнародну раду реформ. До складу ради крім Саакашвілі увійшли: екс-глава МЗС Швеції Карл Більдт, сенатор США Джон Маккейн, члени Європарламенту Елмар Брок, Яцек Саріуш-Вольський, екс-прем'єр Словаччини Мікулаш Дзурінда, екс-прем'єр Литви Андрюс Кубілюс і експерт інституту міжнародної економіки США Андерс Ослунд . 
16 грудня 2015 року Указом  ліквідована Дорадча міжнародна рада реформ та створена Міжнародна дорадча рада.